# Рубленица
Рубленица (рум. Rubleniţa, укр. Рублениця) — село в Сорокском районе Молдавии. Является административным центром коммуны Рубленица, включающей также село Новая Рубленица.

## География
Село расположено на высоте 217 метров над уровнем моря.

## Население
По данным переписи населения 2004 года, в селе Рубленица проживает 3781 человек (1827 мужчин, 1954 женщины).
Этнический состав села:
| Национальность | Число жителей | Процентный состав |
| -------------- | ------------- | ----------------- |
| молдаване      | 3741          | 98.94             |
| украинцы       | 18            | 0.48              |
| румыны         | 12            | 0.32              |
| русские        | 9             | 0.24              |
| цыгане         | 1             | 0.03              |
| Всего          | 3781          | 100%              |